# Porodnost

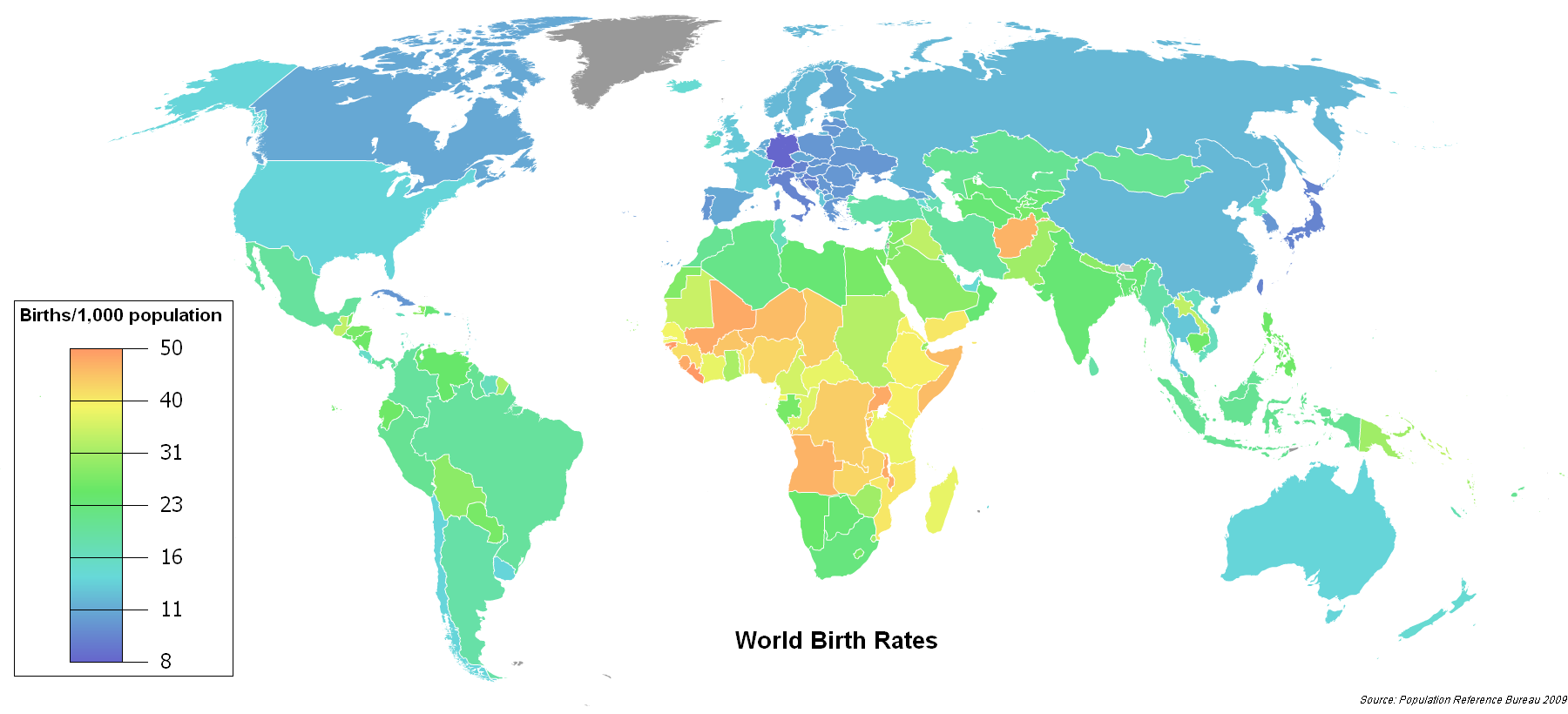
Země podle porodnosti

Porodnost (latinsky natalita) je elementární demografický ukazatel udávající podíl narozených z určité skupiny za určité časové období. Uvádí se v promilích (‰), tedy v přepočtu na 1 000 jedinců. Je ovlivněna velikostí časové jednotky a také rozsahem sledované populace.
Základním ukazatelem je hrubá míra celkové porodnosti (hmcp), čili počet narozených na 1 000 osob středního stavu obyvatelstva (S) za 1 kalendářní rok. Mezi vedlejší ukazatele se řadí hrubá míra mrtvorodnosti (podíl mrtvě narozených) a hrubá míra živorodnosti (podíl živě narozených), která bývá označována také jako hrubá míra porodnosti (hmp).
Ve vyspělých zemích dosahuje rozdíl hodnot mezi hrubou mírou celkové porodnosti a živorodnosti 0,1 až 0,3 ‰.
K zajištění prosté reprodukce v populaci s průměrnou délkou života 70 let je zapotřebí hrubé míry porodnosti alespoň 15 ‰. Maximální teoretická hmp v lidské populaci se odhaduje na přibližně 60 ‰. Reálná hmp se pohybuje od 51 ‰ v Nigeru po 7 ‰ v Hongkongu. Česká republika se řadí mezi státy s nejnižší porodností – v roce 2005 byla s hmp 9 ‰ na 212. místě z 224 sledovaných zemí světa.

## Porodnost v ČR

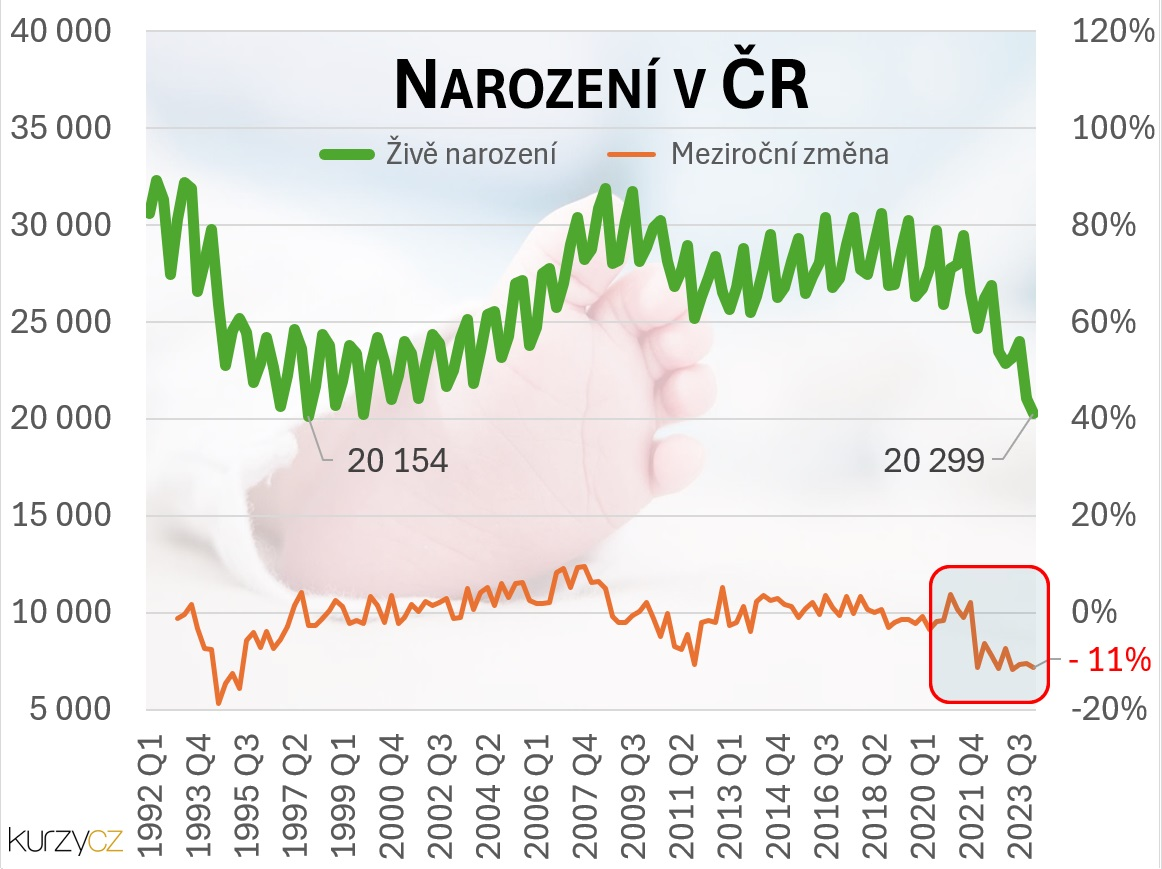
Informace o přírůstku obyvatel ČR.

Porodnost neboli počty živě narozených dětí je jedním z důležitých ukazatelů ekonomiky pro její budoucí vývoj. Když porodnost roste, znamená to do budoucna větší potřebu škol a školek, po desítkách let pak vyšší výkon ekonomiky. 

## OSN: populační vývoj ve světě
1900 --- Afrika 133 milionů obyvatel – Asie 946 milionů – Evropa 408 milionů – Latin Am. & Karibik 74 milionů – Severní Amerika 82 milionů
2007 --- Afrika 750 milionů obyvatel – Asie 4,030 miliard – Evropa 700 milionů – Latin Am. & Karibik 572 milionů – Severní Amerika 339 milionů
2050 --- Afrika 1,997 miliard obyvatel – Asie 5,226 miliard – Evropa 664 milionů – Latin Am. & Karibik 769 milionů – Severní Amerika 445 milionů
Zdroj: Population Division of the Department of Economic and Social Affairs of the United Nation. World Population Prospects: The 2006 Revision.
Podle zprávy populační komise OSN by při současné úrovni porodnosti mělo na Zemi žít za tři století těžko představitelných 134 miliard lidí; to však zpráva považuje za nereálné.

## Ukazatele porodnosti
Hrubá míra celkové porodnosti (hmcp)
Je nejjednodušším ukazatelem úrovně porodnosti. Vyjadřuje se jako celkový počet všech narozených na 1000 obyvatel středního stavu. Výsledná hodnota je uváděna v promilích.
{\displaystyle {\rm {hmcp}}={\frac {N}{S}}\cdot 1000}
Hrubá míra porodnosti (hmp)
Vyjadřuje se jako poměr živě narozených dětí (Nv) a středního stavu obyvatelstva (S), a to nejčastěji v ročním horizontu, přičemž výsledná hodnota je uváděna v promilích. Vypočítá se jako:
{\displaystyle {\rm {hmp}}={\frac {N^{\rm {v}}}{S}}\cdot 1000}